# Pseudoclanis grandidieri
Pseudoclanis grandidieri is een vlinder uit de familie van de pijlstaarten (Sphingidae). De wetenschappelijke naam van de soort werd in 1879 gepubliceerd door Paul Mabille.